# Mroga Górna
Mroga Górna – wieś w Polsce położona w województwie łódzkim, w powiecie brzezińskim, w gminie Rogów.
W Słowniku Geograficznym Królestwa Polskiego i innych krajów słowiańskich z roku 1884, tom VI, strona 766, możemy przeczytać między innymi: 
Mroga Górna, wieś szlachecka, na lewym brzegu rzeczki Mrogi leżąca, powiat brzeziński, gmina Mroga Dolna, parafia Brzeziny. Mroga Górna obejmuje ogółem 276 mórg [...] Mroga Górna składa się z 9 części szlacheckich, które oprócz jednej, zwanej Mostkami alias Zawadczyną nie mają osobnych nazw. Do 1864 r. Do Mrogi Górnej należała wieś sąsiednia Józefów na prawie emfiteut osiadła. Każden z właścicieli działów Mrogi Górnej pobierał czynsz od jednego lub paru kolonistów Józefowa. W 1827 r. W Mrodze Górnej było 12 dymów, w 1864 — 12, w 1883 — 15. W 1827 r. Było 100 mieszkańców katolików, w 1864 — 96, w 1883 — 100. Czytać i pisać umie 5; kowali 2-ch. Działy Mrogi Górnej często zmieniały i zmieniają swoich właścicieli, najdłużej jednak pozostawały w posiadaniu rodziny szlacheckiej Olszewskich.
W latach 1975–1998 miejscowość administracyjnie należała do województwa skierniewickiego.